# Firmin Didot
Pour les articles homonymes, voir Didot.
Firmin Didot, né le 14 avril 1764 à Paris et mort le 24 avril 1836 à Mesnil-sur-l'Estrée, est un imprimeur, éditeur, créateur de caractères typographiques et homme politique français.
Il est le membre le plus célèbre de la famille Didot, qui commence au début du XVIIIe siècle et se poursuit de nos jours.

## Biographie
Firmin Didot est le deuxième fils de François-Ambroise Didot. Il travaille, de concert avec son frère Pierre Didot, à perfectionner son art et se distingua surtout comme graveur et fondeur ; il fait, le premier, des éditions de stéréotypes, en 1797. Néanmoins, ce procédé est auparavant développé pour l'impression des assignats : Firmin Didot est chargé de la typographie des émissions à partir d'octobre 1790, aux côtés de son frère.
Parmi les éditions des deux frères, on distingue : le Camoêns, en portugais (1817) ; La Henriade (1819), in-4o, et les Tables de logarithmes, de Callet, dont la correction est devenue « irréprochable ».
Firmin Didot cultivait les lettres : on lui doit de bonnes traductions en vers des Bucoliques de Virgile (1806), des Idylles de Théocrite (1833) et une tragédie en trois actes Annibal. Il cultivait aussi les arts : au décès de Francesco Piranesi en 1810, il procéda à l'acquisition de la totalité de l'œuvre gravé et en réalisa une édition de quarante exemplaires en 1835.
Le nom d'une des deux unités typographiques (ou point typographique), porte son nom, le point Didot.
Élu député d'Eure-et-Loir, de 1827 à 1836, il siège dans la majorité soutenant les ministères de la monarchie de Juillet et défend les intérêts de la librairie et de la presse.
La maison où Firmin Didot et frères habitaient était auparavant l'Hôtel d'York, où fut signé le traité de Paris de 1783, qui mit un terme à la guerre d'indépendance des États-Unis.
Aujourd'hui, l'imprimerie Firmin Didot est toujours en activité, sous le contrôle du groupe CPI.

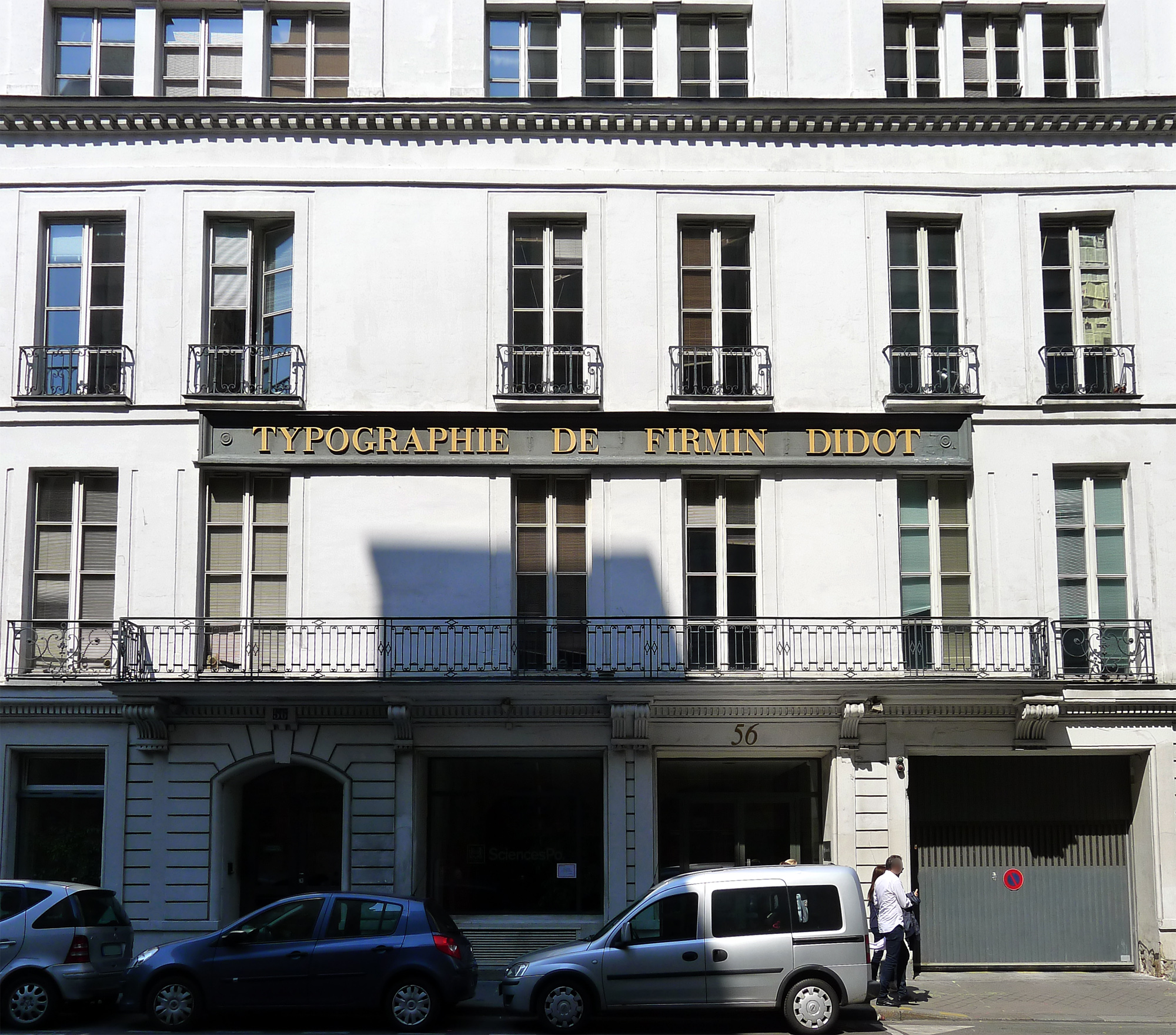
Ancienne maison Firmin Didot et frères, au no 56 de la rue Jacob (anciennement no 24).
Spécimen de caractères Didot.
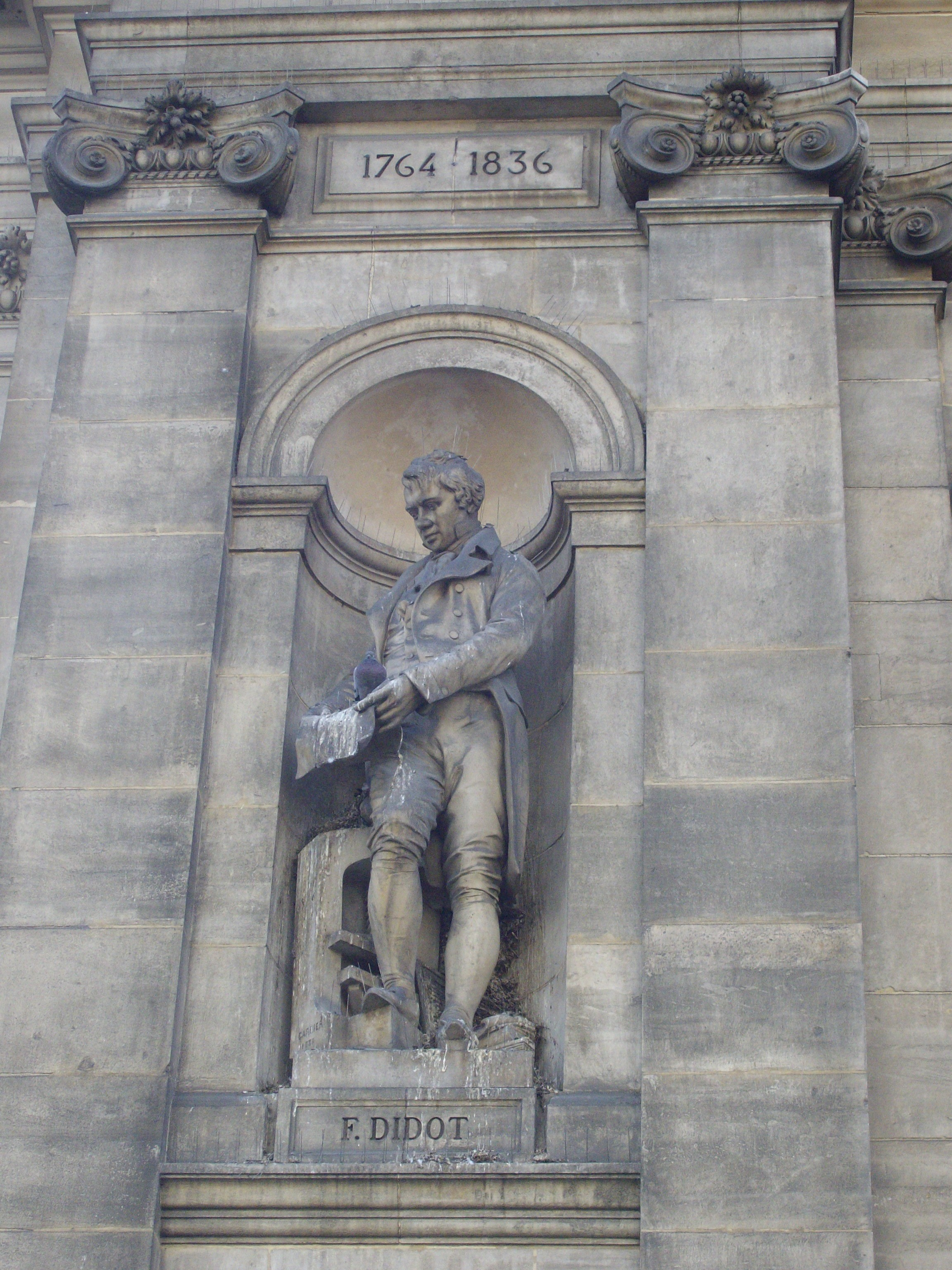
Émile-Joseph Carlier, Firmin Didot, hôtel de ville de Paris.